# قرب‌الاسناد
قُرْبُ الإسْناد، تألیف عبدالله بن جعفر حمیری از علمای شیعه قرن ۳ (قمری). این کتاب ۱۳۸۷ حدیث دارد.
در این مجموعه، احادیثی که با واسطه کمتری از معصوم نقل شده و سلسله سند کوتاهتری دارند نقل شده‌است. این کتاب دارای سه بخش قرب الاسناد عن الامام الصادق، قرب الاسناد عن الامام الکاظم، و قرب الاسناد عن الامام الرضا است.